# Giải vô địch bóng đá trong nhà nữ châu Á 2015
Giải vô địch bóng đá trong nhà nữ châu Á 2015 là kì giải đầu tiên của Giải vô địch bóng đá trong nhà nữ châu Á, giải đấu được Liên đoàn bóng đá châu Á tổ chức hai năm một lần cho các đội tuyển bóng đá trong nhà nữ. Giải được đăng cai ở Nilai, Malaysia từ ngày 21 đến ngày 26 tháng 9 năm 2015. Tổng cộng có 8 đội tuyển tham gia được diễn ra trong phiên bản lần thứ nhất của giải đấu.

## Các đội tuyển vượt qua vòng loại
| Đội        | Tư cách vượt qua vòng loại                                           | Tham dự |
| ---------- | -------------------------------------------------------------------- | ------- |
| Malaysia   | Chủ nhà / Tham dự Đại hội Thể thao Trong nhà và Võ thuật châu Á 2013 | Lần đầu |
| Trung Quốc | Tham dự Đại hội Thể thao Trong nhà và Võ thuật châu Á 2013           | Lần đầu |
| Hồng Kông  | Tham dự Đại hội Thể thao Trong nhà và Võ thuật châu Á 2013           | Lần đầu |
| Iran       | Tham dự Đại hội Thể thao Trong nhà và Võ thuật châu Á 2009 và 2013   | Lần đầu |
| Nhật Bản   | Tham dự Đại hội Thể thao Trong nhà và Võ thuật châu Á 2009 và 2013   | Lần đầu |
| Thái Lan   | Tham dự Đại hội Thể thao Trong nhà và Võ thuật châu Á 2009 và 2013   | Lần đầu |
| Uzbekistan | Tham dự Đại hội Thể thao Trong nhà và Võ thuật châu Á 2009 và 2013   | Lần đầu |
| Việt Nam   | Tham dự Đại hội Thể thao Trong nhà và Võ thuật châu Á 2009 và 2013   | Lần đầu |

Ghi chú
- Indonesia đã bị loại khỏi cuộc thi đấu án đình chỉ thi đấu của FIFA.[1]
- Jordan rút lui.[2]

## Địa điểm
Tất cả các trận đấu thi đấu tại sân vận động trong nhà thành phố Nilai.

## Bốc thăm
Lễ bốc thăm được tổ chức vào ngày 14 tháng 7 năm 2015 tại tòa nhà AFC ở Kuala Lumpur, Malaysia. Nhật Bản và Iran, các nhà vô địch và á quân tại Đại hội Thể thao Trong nhà và Võ thuật châu Á 2013, được phân hạt giống vào nhóm 1, trong khi tất cả các đội còn lại trong nhóm 2. Tám đội được chia thành hai bảng 4 đội (một đội hạt giống và ba đội không hạt giống).
| Nhóm 1 (Hạt giống) | Nhóm 2 (Không hạt giống)                                               |
| ------------------ | ---------------------------------------------------------------------- |
| - Iran - Nhật Bản  | - Hồng Kông - Malaysia - Thái Lan - Trung Quốc - Uzbekistan - Việt Nam |

## Vòng bảng
Hai đội đầu bảng đi tiếp vào vòng sau
Các tiêu chí
Nếu hai hoặc nhiều đội bằng nhau về điểm, các tiêu chí sau đây được áp dụng để xác định thứ hạng:
1. Số điểm trong các trận vòng bảng giữa các đội có liên quan;
2. Hiệu số bàn thắng bại thu được từ các trận vòng bảng giữa các đội có liên quan;
3. Số bàn thắng ghi được trong các trận vòng bảng giữa các đội có liên quan;
4. Hiệu số bàn thắng có được sau tất cả các trận vòng bảng;
5. Số bàn thắng ghi được trong tất cả các trận vòng bảng;
6. Sút luân lưu nếu chỉ có hai đội bằng điểm và hai đội đều đang có mặt trên sân;
7. Có số điểm it hơn tính theo số lượng thẻ vàng và đỏ đã nhận trong các trận vòng bảng;
8. Bốc thăm.

- Giờ địa phương là UTC+8.

### Bảng A
| VT | Đội          | ST | T | H | B | BT | BB | HS  | Đ | Giành quyền tham dự     |
| -- | ------------ | -- | - | - | - | -- | -- | --- | - | ----------------------- |
| 1  | Iran         | 3  | 3 | 0 | 0 | 19 | 3  | +16 | 9 | Vòng đấu loại trực tiếp |
| 2  | Malaysia (H) | 3  | 2 | 0 | 1 | 15 | 9  | +6  | 6 | Vòng đấu loại trực tiếp |
| 3  | Hồng Kông    | 3  | 0 | 1 | 2 | 4  | 13 | −9  | 1 |                         |
| 4  | Uzbekistan   | 3  | 0 | 1 | 2 | 8  | 21 | −13 | 1 |                         |

| Uzbekistan                            | 4–9      | Malaysia                                                                             |
| ------------------------------------- | -------- | ------------------------------------------------------------------------------------ |
| Sarikova 25', 32', 35' · Yusupova 32' | Chi tiết | Yasin 15', 27', 38' · Ridzuan 16', 35', 39' · Shazreen 24' · Usman 26' · Shahida 37' |

| Iran                                                         | 6–0      | Hồng Kông |
| ------------------------------------------------------------ | -------- | --------- |
| Zarei 5' · Shirbeigi 24', 29' (ph.đ.), 34', 35' · Karimi 32' | Chi tiết |           |

| Malaysia                                                   | 4–1      | Hồng Kông        |
| ---------------------------------------------------------- | -------- | ---------------- |
| Quảng Dĩnh Nhân 7' (l.n.) · Shahida 30' · Ridzuan 33', 35' | Chi tiết | Vương Tố Nhàn 5' |

| Uzbekistan  | 1–9      | Iran |
| ----------- | -------- | --- |
| Yusupova 9' | Chi tiết | Karimi 5', 37' · Zarrinrad 8' · Gholami 13' · Tarazi 18' · Sarikova 25' (l.n.), 26' (l.n.) · Shirbeigi 29' · Zarei 30' |

| Hồng Kông                                   | 3–3      | Uzbekistan                                   |
| ------------------------------------------- | -------- | -------------------------------------------- |
| Quảng Dĩnh Nhân 14', 39' · Ngô Dĩnh Cầm 31' | Chi tiết | Yusupova 22' · Turdiboeva 24' · Sarikova 24' |

| Iran                                       | 4–2      | Malaysia                 |
| ------------------------------------------ | -------- | ------------------------ |
| Zarei 1' · Zarrinrad 23' · Karimi 27', 29' | Chi tiết | Ridzuan 16' (ph.đ.), 39' |

### Bảng B
| VT | Đội        | ST | T | H | B | BT | BB | HS | Đ | Giành quyền tham dự     |
| -- | ---------- | -- | - | - | - | -- | -- | -- | - | ----------------------- |
| 1  | Nhật Bản   | 3  | 3 | 0 | 0 | 14 | 5  | +9 | 9 | Vòng đấu loại trực tiếp |
| 2  | Thái Lan   | 3  | 2 | 0 | 1 | 7  | 5  | +2 | 6 | Vòng đấu loại trực tiếp |
| 3  | Trung Quốc | 3  | 1 | 0 | 2 | 5  | 12 | −7 | 3 |                         |
| 4  | Việt Nam   | 3  | 0 | 0 | 3 | 5  | 9  | −4 | 0 |                         |

| Thái Lan                                   | 3–1      | Trung Quốc        |
| ------------------------------------------ | -------- | ----------------- |
| Sasicha 4' · Nipaporn 7' · Hataichanok 32' | Chi tiết | Mao Nhất Phàm 22' |

| Nhật Bản                                                   | 4–2      | Việt Nam                 |
| ---------------------------------------------------------- | -------- | ------------------------ |
| Kichibayashi 5' (ph.đ.), 24' · Higashiyama 10' · Takao 12' | Chi tiết | Nguyễn Thị Châu 34', 39' |

| Trung Quốc                           | 3–2      | Việt Nam                                  |
| ------------------------------------ | -------- | ----------------------------------------- |
| Lưu Tĩnh 2' · Mao Nhất Phàm 30', 35' | Chi tiết | Phạm Thị Tươi 16' · Nguyễn Thị Mỹ Anh 21' |

| Thái Lan                   | 2–3      | Nhật Bản                          |
| -------------------------- | -------- | --------------------------------- |
| Mamyalee 36' · Siranya 38' | Chi tiết | Sakata 6' · Kichibayashi 20', 31' |

| Việt Nam         | 1–2      | Thái Lan                  |
| ---------------- | -------- | ------------------------- |
| Phạm Thị Tươi 2' | Chi tiết | Siranya 13' · Sasicha 38' |

| Nhật Bản                                                                                        | 7–1      | Trung Quốc   |
| ----------------------------------------------------------------------------------------------- | -------- | ------------ |
| Nakajima 3' · Kato 7', 8' · Sekinada 8' · Amishiro 20' · Higashiyama 37' · Vương Hủy 40' (l.n.) | Chi tiết | Lưu Tĩnh 33' |

## Vòng đấu loại trực tiếp
Ở vòng đấu loại trực tiếp, hiệp phụ và loạt sút luân lưu được sử dụng để phân định đội chién thắng nếu cần thiết (trận tranh hạng ba không đá hiệp phụ).
|  | Bán kết            | Bán kết  |                    |   | Chung kết | Chung kết |
|  |                    |          |                    |   |           |           |
|  | 25 tháng 9 – Nilai |          |                    |   |           |           |
|  |                    |          |                    |   |           |           |
|  | Iran               | 1        |                    |   |           |           |
|  | Iran               | 1        | 26 tháng 9 – Nilai |   |           |           |
|  | Thái Lan           | 0        |                    |   |           |           |
|  | Thái Lan           | 0        | Iran               | 1 |           |           |
|  | 25 tháng 9 – Nilai |          | Iran               | 1 |           |           |
|  |                    | Nhật Bản | 0                  |   |           |           |
|  | Nhật Bản           | Nhật Bản | 0                  | 8 |           |           |
|  | Nhật Bản           |          |                    | 8 |           |           |
|  | Malaysia           | 1        |                    |   |           |           |
|  | Malaysia           | 1        | Tranh hạng ba      |   |           |           |
|  |                    |          |                    |   |           |           |
|  | 26 tháng 9 – Nilai |          |                    |   |           |           |
|  |                    |          |                    |   |           |           |
|  | Thái Lan           | 4        |                    |   |           |           |
|  | Thái Lan           | 4        |                    |   |           |           |
|  | Malaysia           | 1        |                    |   |           |           |

### Bán kết
| Iran        | 1–0      | Thái Lan |
| ----------- | -------- | -------- |
| Meisami 32' | Chi tiết |          |

| Nhật Bản                                                                                            | 8–1      | Malaysia      |
| --------------------------------------------------------------------------------------------------- | -------- | ------------- |
| Sakata 2', 35' · Amishiro 12' · Kitagawa 15' · Higashiyama 23' · Kichibayashi 39' (ph.đ.), 40', 40' | Chi tiết | Norazizah 35' |

### Tranh hạng ba
| Thái Lan                                                              | 4–1      | Malaysia  |
| --------------------------------------------------------------------- | -------- | --------- |
| Sawitree 13' · Hataichanok 15' · Peanpailun 21' · Shazreen 34' (l.n.) | Chi tiết | Majid 11' |

### Chung kết
| Iran      | 1–0      | Nhật Bản |
| --------- | -------- | -------- |
| Karimi 8' | Chi tiết |          |

## Các giải thưởng
| Giải vô địch bóng đá trong nhà nữ châu Á 2015 |
| --------------------------------------------- |
| · Iran · Lần 1                                |

- Cầu thủ xuất sắc nhất[5]
  -  Fereshteh Karimi
- Giải thưởng vua phá lưới[6]
  -  Farahiyah Ridzuan (7 bàn thắng, thắng nhờ có chỉ số phụ tốt hơn  Chikage Kichibayashi)

## Danh sách cầu thủ ghi bàn
7 bàn
- Kichibayashi Chikage
- Farahiyah Ridzuan

6 bàn
- Fereshteh Karimi

5 bàn
- Sara Shirbeigi

4 bàn
- Makhliyo Sarikova

3 bàn
- Fahimeh Zarei
- Higashiyama Maiko
- Sakata Mutsumi
- Norhawa Yasin
- Mao Nhất Phàm
- Mahliyo Yusupova

2 bàn
- Quảng Dĩnh Nhân
- Sepideh Zarrinrad
- Fatin Shahida Azmi
- Amishiro Anna
- Kato Saori
- Hataichanok Tappakun
- Mamyalee Sawitree
- Sasicha Phothiwong
- Siranya Srimanee
- Lưu Tĩnh
- Nguyễn Thị Châu
- Phạm Thị Tươi

1 bàn
- Ngô Dĩnh Cầm
- Vương Tố Nhàn
- Nasimeh Gholami
- Zohreh Meisami
- Sohila Tarazi
- Masturah Majid
- Sity Norazizah Jamal
- Nur Shazreen Munazli
- Usliza Usman
- Kitagawa Kana
- Nakajima Shiori
- Sekinada Minako
- Takao Akari
- Darika Peanpailun
- Nipaporn Sriwarom
- Feruza Turdiboeva
- Nguyễn Thị Mỹ Anh

1 bàn phản lưới nhà
- Kwong Wing Yan (trận gặp Malaysia)
- Nur Shazreen Munazli (trận gặp Thái Lan)
- Vương Hủy (trận gặp Nhật Bản)

2 bàn phản lưới nhà
- Makhliyo Sarikova (cùng trận gặp Iran)

Nguồn: the-AFC.com